# Festivalbar 2005 (compilation)
Festivalbar 2005 è una compilation di brani musicali famosi nel 2005, pubblicata nell'estate di quell'anno in concomitanza con l'edizione omonima del Festivalbar.
La raccolta, in realtà divisa in due diverse pubblicazioni e differenziata con copertine "rossa" e "blu", è composta da quattro cd da 17 tracce l'uno, e i dischi sono equamente divisi, due nella "rossa" e due nella "blu". La versione blu è stata pubblicata dall'etichetta RCA, mentre la rossa dalla Universal.

## Compilation rossa

### Disco 1
1. Jovanotti – (Tanto)³
2. Gwen Stefani feat. Eve – Rich Girl
3. Blue – Only Words I Know
4. Gorillaz – Feel Good Inc
5. Alex Britti – Prendere o lasciare
6. KT Tunstall – Black Horse and the Cherry Tree
7. Will Smith – Switch
8. Gianluca Grignani – Bambina dallo spazio
9. Lene Marlin – How Would It Be
10. Morcheeba – Wonders Never Cease
11. Planet Funk – Stop Me
12. Brand New Heavies feat Nicole Russo – Surrender
13. Moby – Raining Again
14. Flipsyde – Someday
15. Akon – Lonely
16. Mariah Carey – It's like That
17. Elisa – Una poesia anche per te

### Disco 2
1. The Killers – Mr. Brightside
2. Caesars – Jerk It Out
3. Ricky Fanté – Shine
4. Negrita – Rotolando verso sud
5. Athlete – Half Light
6. Francesco Renga – Un'ora in più
7. Nelly feat. Tim McGraw – Over and Over
8. Faith Evans – Again
9. Negramaro – Estate
10. Beck – E-Pro
11. Simone – Quando sei ragazzo
12. Lucie Silvas – What You're Made Of
13. Velvet – Il mondo è fuori
14. The Chemical Brothers – Believe
15. BodyRockers – I Like the Way (You Move)
16. T&F vs Moltosugo feat. Moony – De Fact
17. Daddy Yankee – Gasolina

## Compilation blu

### Disco 1
1. Laura Pausini – Come se non fosse stato mai amore
2. Simple Plan – Welcome to My Life
3. Natalie Imbruglia – Shiver
4. Sugarfree – Cromosoma
5. Irene Grandi – Lasciala andare
6. Tears for Fears – Secret World
7. Jennifer Lopez feat. Fat Joe – Hold You Down
8. Simone Cristicchi – Vorrei cantare come Biagio
9. James Blunt – You're Beautiful
10. L'Aura – Radio Star
11. Cesare Cremonini – Marmellata #25
12. Good Charlotte – I Just Wanna Live
13. Luca Dirisio – Per sempre
14. Kaleidoscópio – Feliz de novo
15. Le Vibrazioni – Angelica
16. Kasabian – L.S.F.
17. Duran Duran – Nice

### Disco 2
1. Daniel Powter – Bad Day
2. Nek – Lascia che io sia
3. Mousse T. – Wow
4. Gemelli DiVersi – Fotoricordo
5. Melanie C – Next Best Superstar
6. Zeropositivo – Al posto tuo
7. Rachael Yamagata – Worn Me Down
8. Paolo Meneguzzi – Sara
9. The Servant – Cell
10. John Legend – Used to Love U
11. Max Pezzali – Eccoti
12. Liquido – Ordinary Life
13. Zero Assoluto – Semplicemente
14. Mario – Let Me Love You
15. La Differenza – Percezione 90
16. Gianni Morandi – Corre più di noi
17. Anggun – Undress Me

## Classifiche

### Classifiche settimanali
Compilation rossa
| Classifica (2005) | Posizione massima |
| ----------------- | ----------------- |
| Italia            | 2                 |

Compilation blu
| Classifica (2005) | Posizione massima |
| ----------------- | ----------------- |
| Italia            | 1                 |

### Classifiche di fine anno
Compilation rossa
| Classifica (2005) | Posizione |
| ----------------- | --------- |
| Italia            | 19        |

Compilation blu
| Classifica (2005) | Posizione |
| ----------------- | --------- |
| Italia            | 13        |